# Pa Dembo Touray
Pa Dembo Touray (* 31. März 1980 in Banjul; auch nur Dembo Tourray) ist ein ehemaliger gambischer Fußballspieler. Der Torwart bestritt den größten Teil seiner Karriere in Schweden, wo er Landesmeister und Pokalsieger wurde.

## Karriere

### Verein
Touray startete seine Karriere bei Real de Banjul. 2000 wechselte er zum schwedischen Klub Djurgårdens IF in die zweitklassige Superettan. Als Ersatzmann von Rami Shaaban kam er im Saisonverlauf zu einem Einsatz in der Liga und trug somit zum Wiederaufstieg in die Allsvenskan bei. Nachdem der Stockholmer Verein im folgenden Jahr mit Andreas Isaksson einen neuen Torwart verpflichtet hatte, wurde Touray an den Zweitligisten Assyriska Föreningen verliehen, um Spielpraxis zu sammeln. In der Zweitligaspielzeit 2002 erreichte er mit der Mannschaft den fünften Rang.
Nach seiner Rückkehr zu Djurgårdens IF blieb Touray zweiter Torhüter hinter Isaksson, so dass er zum Gewinn des Meistertitels allenfalls moralisch beitrug. Allerdings stand er in drei Pokalspielen im Tor der Stockholmer. Anfang 2004 wechselte er auf Leihbasis zunächst zum norwegischen Klub Vålerenga IF. Nachdem Isaksson den Klub im Sommer in Richtung Stade Rennes verlassen hatte, wurde er zurückgeholt. Als neuer Stammtorhüter bestritt er bis zum Saisonende 17 Spiele und verpasste als Tabellenvierter die Titelverteidigung. Im Pokal zog er ins Endspiel um den Landespokal gegen IFK Göteborg ein, das nach Toren des zweifachen Torschützen Daniel Sjölund und von Andreas Johansson durch einen 3:1-Erfolg gewonnen wurde.
In der Spielzeit 2005 stand Touray unter Trainer Kjell Jonevret in allen 26 Saisonspielen auf dem Platz und gewann an der Seite von Markus Johannesson, Tobias Hysén und Toni Kuivasto erneut den Meistertitel in Schweden. Zudem erreichte er mit dem Verein erneut das Pokalfinale, in dem Kuivasto und Hysén durch ihre Tore den Klub durch einen 2:0-Erfolg über Åtvidabergs FF zum Doublegewinn führten. Weiterhin als Stammtorwart gelang ihm in der Spielzeit 2007 der dritte Tabellenplatz. Nach Saisonende wurde er für die Auszeichnung als Torhüter des Jahres nominiert. Im Januar des folgenden Jahres verlängerte er seinen Vertrag in Stockholm bis Ende 2011. Im Laufe der Spielzeit 2009 fiel er kurzzeitig verletzt aus, konnte aber im Kampf um den Klassenerhalt in 23 Saisonspielen sowie den Relegationsspielen gegen seinen ehemaligen Klub Assyriska Föreningen helfen und den Klassenerhalt bewerkstelligen. Vor Beginn der folgenden Spielzeit wurde er zum Mannschaftskapitän ernannt, am Ende der Spielzeit erhielt er die Auszeichnung als Spieler des Jahres bei seinem Stockholmer Klub.

### Nationalmannschaft
Von 2000 bis 2011 spielte Pa Dembo Touray 17-mal in der gambischen Nationalmannschaft.

## Rassismusopfer
Touray war Opfer rassistischer Angriffe in Fußballstadien. So wurde er beispielsweise beim Stockholmer Derby gegen Hammarby IF im Juli 2004 mit Bananen beworfen. Über den Vorfall berichtete auch außerhalb der Landesgrenzen die BBC.